# Мюнхен (аеропорт)
Аеропорт Мюнхен імені Франца-Йозефа Штрауса (нім. Flughafen München «Franz Josef Strauß», (IATA: MUC, ICAO: EDDM)) — міжнародний аеропорт, розташований у Верхній Баварії в округах Фрайзінг та Ердінг у місцевості Ердінгер Моос. Аеропорт названий ім'ям колишнього прем'єр-міністра Баварії Франца Йозефа Штрауса. Аеропорт був побудований, щоб забезпечити перевезення зростаючого потоку пасажирів, оскільки аеропорт Мюнхен-Рим (нім. München-Riem) вже не справлявся з цими завданнями.
Аеропорт є хабом для авіаліній:
- Lufthansa
- Air Dolomiti
- Condor
- Eurowings
- Eurowings Discover
- TUI fly Deutschland

## Історія та сучасний стан
Аеропорт Мюнхен введений в експлуатацію 17 травня 1992 року.
Це другий у Німеччині, за кількістю пасажирів, після аеропорту Франкфурта-на-Майні. Є базовим для німецької національної компанії «Люфтганза».

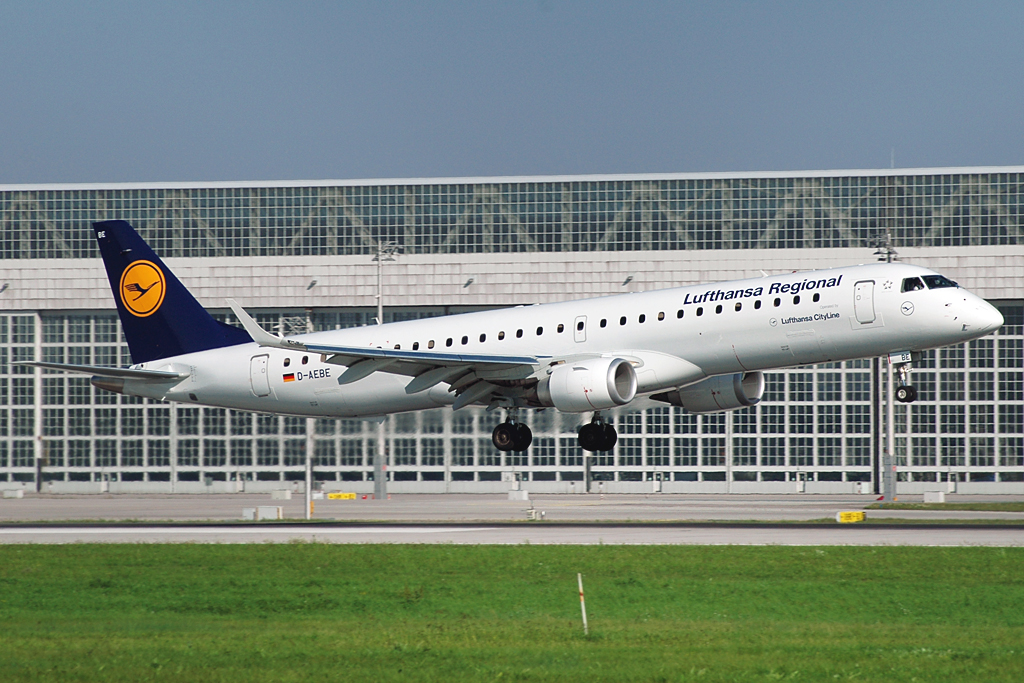
Lufthansa Regional Embraer E195

У травні 2015 року він став «п'ятизірковим аеропортом» за версією Skytrax як перший аеропорт за межами Азії. Також він став «найкращим аеропортом Європи» восьмий раз.

## Термінали
Аеропорт Мюнхен розміщений на території 15,6 км2. Більшість його об'єктів розміщено між двома злітно-посадковими смугами. В аеропорту Мюнхена діє 2 пасажирські термінали, кожен з яких обслуговує близько 25 млн. пасажирів на рік.
- Термінал 1. Старий термінал аеропорту, введений в експлуатацію в 1992 році. В основному використовується для обслуговування рейсів авіакомпаній Condor, Emirates, Qatar Airways, American Airlines, Delta Air Lines тощо. Поділений на п'ять модулів: A, B, C, D, E.
- Термінал 2. Був відкритий в червні 2003 року. Використовується переважно авіакомпанією Lufthansa і іншими членами Star Alliance.

## Авіалінії та напрямки, серпень 2023

### Пасажирські
| Авіакомпанія                  | Пункт призначення |
| ----------------------------- | --- |
| Aegean Airlines               | Афіни, Салоніки Сезонний: Іракліон, Каламата |
| Aer Lingus                    | Дублін Сезонний: Корк |
| airBaltic                     | Рига, Таллінн, Тампере, Вільнюс |
| Air Cairo                     | Хургада Сезонний: Марса-Алам, Шарм-ель-Шейх (з 1 листопада 2023) |
| Air Canada                    | Торонто-Пірсон |
| Air China                     | Пекін |
| Air Dolomiti                  | Барі, Болонья, Клуж-Напока, Кунео, Флоренція, Генуя, Краків, Мілан–Лінате, Мілан–Мальпенса, Ольбія, Турин, Венеція, Верона Сезонний: Бріндізі |
| Air Europa                    | Мадрид |
| Air France                    | Париж-Шарль де Голль |
| Air Malta                     | Мальта |
| All Nippon Airways            | Токіо-Ханеда |
| American Airlines             | Шарлотт-Дуглас |
| AnadoluJet                    | Анкара, Анталія, Стамбул–Сабіха Гьокчен |
| Austrian Airlines             | Відень |
| British Airways               | Лондон-Хітроу |
| Brussels Airlines             | Брюссель |
| Condor                        | Фуертевентура, Гран-Канарія, Хургада, Лансароте, Ла-Пальма, Пальма-де-Майорка, Тенерифе-Південний Сезонний: Агадір (з 2 листопада 2023), Аліканте, Анталія, Ханья, Корфу, Фару, Мадейра, Іракліон, Ібіца, Херес, Каламата, Карпатос, Кавала, Кефалонія, Кос, Ламеція-Терме, Малага, Міконос, Ольбія, Превеза, Родос, Самос, Санторіні, Скіатос, Спліт, Сулейманія, Волос, Закінф Чартер: Приштина |
| Corendon Airlines             | Сезонні: Анталія, Ізмір |
| Croatia Airlines              | Осієк, Спліт, Загреб Сезонні: Брач, Дубровник, Рієка |
| Dan Air                       | Брашов |
| Delta Air Lines               | Атланта Сезонний: Детройт |
| easyJet                       | Единбург, Лондон-Гатвік, Манчестер, Мілан-Мальпенса (з 8 вересня 2023), Неаполь |
| EgyptAir                      | Каїр |
| El Al                         | Тель-Авів |
| Emirates                      | Дубай |
| Etihad Airways                | Абу-Дабі |
| European Air Charter          | Сезонний чартер: Бургас |
| EVA Air                       | Тайвань-Таоюань |
| Eurowings                     | Кельн/Бонн, Дортмунд, Дюссельдорф, Гамбург, Пальма-де-Майорка, Приштина |
| Eurowings Discover            | Фуертевентура, Мадейра, Гран-Канарія, Хургада, Марракеш, Тенерифе-Південний Сезонний: Агадір, Анталія, Бодрум, Ханья, Корфу, Джерба (з 1 травня 2024), Іракліон, Ібіца, Херес, Каламата (з 18 травня 2024), Кавала, Кефалонія (з 3 травня 2024), Кос, Ламеція-Терме, Лансароте, Марса-Алам, Менорка (з 6 квітня 2024), Монастір (з 3 травня 2024), Міконос, Пальма-де-Майорка, Превеза, Родос, Самос, Санторіні, Скіатос, Варна (з 3 травня 2024), Закінф |
| Finnair                       | Гельсінкі |
| FlyErbil                      | Ербіль |
| FlyOne                        | Кишинів |
| Freebird Airlines             | Сезонний: Анталія |
| Iberia                        | Мадрид |
| Icelandair                    | Рейк'явік |
| Iraqi Airways                 | Багдад, Ербіль |
| Israir                        | Сезонний: Тель-Авів |
| ITA Airways                   | Рим–Ф'юмічіно |
| KLM                           | Амстердам |
| Kuwait Airways                | Сезонний: Кувейт |
| LOT Polish Airlines           | Варшава-Шопен |
| Lübeck Air                    | Любек |
| Lufthansa                     | Аліканте, Амстердам, Анкона, Афіни, Бангкок–Суварнабгумі, Бангалор (з 3 листопада 2023), Барселона, Базель — Мюлуз — Фрайбург (з 14 серпня 2023), Пекін, Белград, Берлін, Більбао, Бірмінгем, Біллунн, Бордо, Бостон, Бремен, Брюссель, Бухарест, Будапешт, Каїр, Катанія, Шарлотт-Дуглас, Чикаго-О'Хара, Кельн/Бонн, Копенгаген, Дебрецен, Делі, Денвер, Дрезден, Дублін, Дюссельдорф, Единбург, Фару, Франкфурт, Мадейра, Гданськ, Гетеборг, Грац, Гамбург, Ганновер, Гельсінкі, Гонконг, Катовиці, Краків, Ларнака, Лейпциг/Галле, Лісабон, Любляна, Лондон–Хітроу, Лос-Анджелес, Люксембург, Ліон, Мадрид, Малага, Манчестер, Марракеш (з 2 листопада 2023), Марсель, Мехіко, Мілан–Мальпенса, Монреаль–Трюдо, Мумбаї, Мюнстер/Оснабрюк, Нант, Неаполь, Ньюарк, New York–JFK, Ніцца, Осака–Кансай, Осло-Гардермуен, Падерборн/Ліппштадт, Палермо, Пальма-де-Майорка, Париж–Шарль де Голль, Париж–Орлі, Порту, Познань, Прага, Ріо-де-Жанейро-Галеан, Рим–Ф’юмічіно, Ряшів, Сан-Дієго, Сан-Франциско, Сеул–Інчхон, Шанхай–Пудун, Сібіу, Сінгапур, Софія, Стокгольм–Арланда, Штутгарт, Зюльт, Таллінн, Тбілісі, Тель-Авів, Салоніки, Тімішоара, Тирана, Токіо–Ханеда, Тулуза, Туніс, Турин, Валенсія, Відень, Варшава–Шопен, Вашингтон–Даллес, Вроцлав, Загреб, Цюрих Сезонні: Астурія, Бастія, Берген, Біарриц, Бодрум, Кейптаун, Кальярі, Корфу, Дубай, Дубровник, Фуертевентура, Глазго (з 2 грудня 2023), Гран-Канарія, Іракліон, Хургада, Ібіца, Херес, Джерсі, Каламата, Кіттіля, Лансароте, Мальта, Марса-Алам, Менорка, Маямі, Міконос, Ольбія, Оулу (з 16 грудня 2023), Піза, Превеза, Пула, Рейк'явік, Родос, Рієка, Ріміні, Санторіні, Севілья, Спліт, Тенерифе-Південний, Тіват, Торонто-Пірсон, Тромсе, Ванкувер, Варна, Задар, Закінф |
| Luxair                        | Люксембург |
| Marabu                        | Гран-Канарія, Хургада, Лансароте, Ла-Пальма, Пальма-де-Майорка, Тенерифе-Південний Сезонний: Ханья, Корфу, Фару, Фуертевентура, Іракліон, Карпатос, Кефалонія, Кос, Ламеція-Терме, Малага, Ольбія, Превеза, Родос, Спліт, Волос, Закінф |
| Nesma Airlines                | Чартер: Хургада |
| Norwegian Air Shuttle         | Копенгаген, Осло-Гардермуен, Стокгольм–Арланда |
| Nouvelair                     | Джерба, Монастір Сезонний: Туніс |
| Oman Air                      | Маскат |
| Pegasus Airlines              | Стамбул-Сабіха Гекчен Сезонний: Анталія, Ізмір |
| Qatar Airways                 | Доха |
| Royal Jordanian               | Амман |
| Saudia                        | Джидда Сезонний: Ріяд |
| Scandinavian Airlines         | Копенгаген, Осло-Гардермуен, Стокгольм-Арланда |
| Singapore Airlines            | Сінгапур |
| Sky Express                   | Афіни |
| SmartLynx Airlines            | Сезонний чартер: Рас-ель-Хайма (з 11 жовтня 2023) |
| Southwind Airlines            | Сезонний чартер: Анталія |
| SunExpress                    | Анкара, Анталія, Ізмір Сезонний: Адана, Бодрум, Даламан, Газіантеп, Кайсері, Самсун |
| Swiss International Air Lines | Цюрих |
| TAP Air Portugal              | Лісабон |
| Thai Airways                  | Бангкок-Суварнабхумі |
| Travelcoup                    | Сезонні: Ібіца, Пальма-де-Майорка, Цюрих |
| TUI fly Deutschland           | Боа-Віста, Фуертевентура, Гран-Канарія, Хургада, Лансароте, Марса-Алам, Сал, Тенерифе-Південний Сезонний: Корфу, Даламан, Джерба, Іракліон, Херес, Кос, Марса-Алам, Менорка, Пальма-де-Мальорка, Патрас, Родос |
| Tunisair                      | Джерба, Монастір, Туніс |
| Turkish Airlines              | Стамбул Сезонний: Адана, Анкара, Анталія, Бодрум, Даламан, Газіантеп, Ізмір, Кайсері, Орду/Гіресун, Самсун, Трабзон |
| United Airlines               | Чикаго-О’Хара, Денвер, Х'юстон-Інтерконтінентал, Ньюарк, Сан-Франциско Вашингтон-Даллес |
| Vueling                       | Барселона, Пальма-де-Мальорка Сезонні: Аліканте, Малага |
| Widerøe                       | Берген |

### Вантажні
| Авіакомпанія            | Пункт призначення                                            |
| ----------------------- | ------------------------------------------------------------ |
| AirBridgeCargo Airlines | Франкфурт, Москва-Шереметьєво                                |
| Air Atlanta Icelandic   | Грінвілл/Спартанберг                                         |
| ASL Airlines Belgium    | Льєж, Любляна                                                |
| ATRAN                   | Льєж, Москва-Шереметьєво                                     |
| Cargolux                | Атланта, Люксембург                                          |
| DHL Aviation            | Лейпциг/Галле                                                |
| FedEx Express           | Кельн/Бонн, Франкфурт, Мілан-Мальпенса, Париж-Шарль де Голль |
| TUI fly Deutschland     | Ганновер                                                     |
| UPS Airlines            | Афіни, Кельн/Бонн                                            |
| Yangtze River Express   | Амстердам, Шанхай-Пудун, Тяньцзинь                           |

## Наземний транспорт

### Залізничний
На території аеропорту Мюнхена є дві залізничні станції: Аеропорт Мюнхен-Термінал розташована в тунелі прямо під центральною зоною між двома пасажирськими терміналами. 
Друга станція Аеропорт Мюнхен-Безугерпарке розташована в районі, де розташовані вантажні та технічні зони, довготермінове паркування, адміністративні будівлі та Парк відвідувачів, від якого станція отримала свою назву.
Аеропорт сполучений із Мюнхеном приміським потягом (S-Bahn) лінії S1 (для східних районів) і S8 (для західних районів). Потяги курсують що 5—20 хвилин. 
Час в дорозі приблизно 45 хвилин до станції Маринплац у центрі міста.

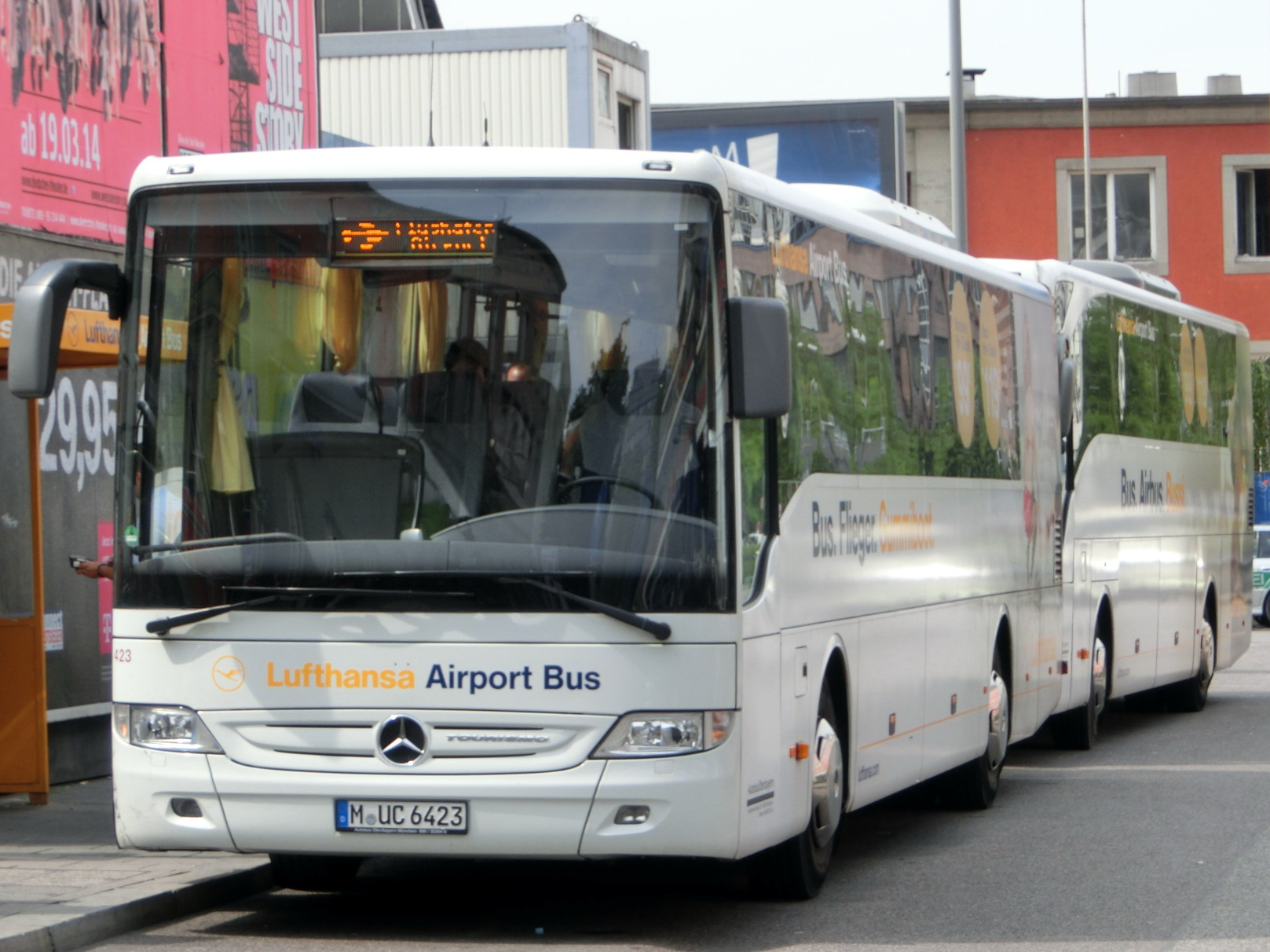
Автобуси «Люфтганза» на вокзалі в Мюнхені

### Автобуси
Автобусні станції розміщені перед центральною площею на рівні 03, перед модулями А і D терміналу 1 на рівні вулиці, а також на північному в'їзді до терміналу 2 на рівні 04.
Автобуси «Люфтганза» до/з аеропорту[недоступне посилання з липня 2019] від/до центрального залізничного вокзалу Мюнхена їдуть за €10,50 в одну сторону або €17,0 в два боки. Існує також «Люфтганза» трансфер [Архівовано 25 липня 2018 у Wayback Machine.] для Регенсбурга.

### Таксі
Зупинки таксі є за межами терміналу 1 на рівні Е04 прямо перед модулями A — E. Також можна знайти таксі в терміналі 2 на автобусній зупинці на північ від рівнів Е03 та Е04, і на північ від центральної частини/MAC на рівні E03. Тариф до центру Мюнхена становить близько €60.

### Автівка
З Мюнхена треба їхати у напрямку до Деггендорфа по автобану A 92. Залишити автобан на виході 6, Dreieck Flughafen. Якщо їхати із Пассау, то треба проїхати по B388 чи вздовж автобану А 94 та східної дороги аеропорту (Flughafentangente Ost).

## Статистика
| 2000                   | 23,125,872 | ▬       |
| 2001                   | 23,646,900 | ▲ 2%    |
| 2002                   | 23,163,720 | ▼ -2%   |
| 2003                   | 24,193,304 | ▲ 4.4%  |
| 2004                   | 26,814,505 | ▲ 11%   |
| 2005                   | 28,619,427 | ▲ 6.7%  |
| 2006                   | 30,757,978 | ▲ 7.4%  |
| 2007                   | 33,959,422 | ▲ 10.4% |
| 2008                   | 34,530,593 | ▲ 1.6%  |
| 2009                   | 32,681,067 | ▼ -5.3% |
| 2010                   | 34,721,605 | ▲ 6%    |
| 2011                   | 37,763,701 | ▲ 8.7%  |
| 2012                   | 38,360,604 | ▲ 1.5%  |
| 2013                   | 38,672,644 | ▲ 1%    |
| 2014                   | 39,700,515 | ▲ 2.6%  |
| 2015                   | 40,998,553 | ▲ 3.2%  |
| 2016                   | 42,277,920 | ▲ 3.1%  |
| 2017                   | 44,546,263 | ▲ 5.3%  |
| Source: Munich Airport |            |         |